# Cyclopoida
Ordre
Les Cyclopoida sont un ordre de crustacés copépodes.

## Liste desfamilles
- Archinotodelphyidae Lang, 1949
- Ascidicolidae Thorell, 1860
- Buproridae Thorell, 1859
- Catlaphilidae Tripathi, 1960
- Chordeumiidae Boxshall, 1988
- Cucumaricolidae Bouligand et Delamare-Deboutteville, 1959
- Cyclopidae Dana, 1846
- Cyclopinidae Sars, 1913
- Fratiidae Ho, Conradi et López-González, 1998
- Grandiunguidae Pearse, 1852
- Lernaeidae Cobbold, 1879
- Mantridae Leigh-Sharpe, 1934
- Notodelphyidae Dana, 1852
- Oithonidae Dana, 1852
- Ozmanidae Ho et Thatcher, 1989
- Psammocyclopinidae Martínez Arbizu, 2001
- Speleoithonidae da Rocha et Iliffe, 1991
- Thaumatopsyllidae Sars, 1913